# Мастер спорта Украины международного класса
Мастер спорта Украины международного класса — высшее спортивное звание на Украине.

## Порядок присвоения
Звание присваивается спортсмену в случае выполнения квалификационных норм. Для олимпийских видов спорта такой нормой может быть:
- 1-10 место на Олимпийских играх
- 1-8 место на чемпионате мира в олимпийских весовых категориях
- 1-3 место на чемпионате мира в неолимпийских весовых категориях
- 1-3 место на чемпионате Европы или Кубке мира в олимпийских весовых категориях
- 1-2 место на чемпионате Европы или Кубке мира в олимпийских весовых категориях
- 1-2 место на молодёжном чемпионате мира
- 1 место на молодёжном чемпионате Европы
- 1 место на чемпионате мира среди студентов или военнослужащих